# Montes Aberdare
Los montes Aberdare (anteriormente, montes Sattima, kĩkũyũ: Nyandarua) es una larga cordillera de 160 km de largo en las tierras altas al norte de la capital de Kenia, Nairobi, con una elevación media de 3350 metros. Se encuentra en la parte centro-occidental de Kenia, al noreste de Naivasha y Gilgil y justo al sur del ecuador. Forma una sección del borde oriental del Gran Valle del Rift que va desde la meseta de Kinangop, al Laikipia Escarpment, aproximadamente de norte a sur. En el este, la cordillera cae bruscamente hacia el Gran Valle del Rift y se pueden tener vistas del lago Naivasha y el lejano Mau Escarpment.
Los montes Aberdare están muy cubiertos de bosque. Gran parte de la cordillera ha estado protegida dentro del parque nacional de Aberdare desde su creación en 1950. La cordillera atrae a grandes números de senderistas y alpinistas, que operan desde los centros principales de Naivasha y Gilgil. Las laderas inferiores tienen granjas, mientras que las zonas altas son conocidas por su vida salvaje. 
El antiguo nombre de la cordillera sobrevive aún en Oldoinyo la Satima ("la montaña del joven toro"); con 4001 m sobre el nivel del mar es el pico más alto de los montes Aberdare. El monte Kenia (5199 m s. n. m.), la segunda montaña más alta de África (después del Kilimanjaro), queda a unos kilómetros al este de la cordillera Aberdare.
La región es bien conocida como el cuartel general de Dedan Kimathi, líder de la rebelión del Mau Mau de la década de 1950a. La reina Isabel se convirtió en reina del Reino Unido mientras estaba de vacaciones en los montes Aberdare. También es el lugar donde J.A. Hunter mató a Rogue elephant of Aberdare Forest.